# Castelfranci
Castelfranci (Castiello, in dialetto irpino) è un comune italiano di 1 691 abitanti della provincia di Avellino in Campania.

## Geografia fisica

### Territorio
Il centro di Castelfranci si trova su un pendio collinare lungo la riva del fiume Calore Irpino e confina con i comuni di Montemarano, Paternopoli, Torella dei Lombardi e Nusco.
È uno dei 18 Comuni del Terminio-Cervialto i quali rappresentano i due monti più alti della catena Picentina.
Il centro abitato di Castelfranci ha un'altitudine di 450 m, raggiungendo il punto più alto nei territori confinanti con Nusco, dove si toccano quasi i 700 m d'altitudine. Il terreno è per lo più argilloso e trovandosi in una zona ad alta sismicità le frane e gli smottamenti sono uno dei maggiori pericoli del luogo.

### Sismologia
Il territorio comunale è parte integrante del distretto sismico dell'Irpinia. In occasione del terremoto del 1980 vi furono, nel solo comune di Castelfranci, 1 morto, 19 feriti, 184 senzatetto e 1 207 unità edilizie danneggiate.
- Classificazione sismica: zona 1 (sismicità alta)[4]

## Storia
Nel 1248 il Papa Innocenzo IV con Bolla Pontificia emessa il 6 giugno 1248 da Lione restituì a Bellae De Amicis, vedova di Guglielmo di Montemarano, la terra di Castrum de Francis precedentemente posseduta dalla famiglia "De Montania". Da qui il nome Castelfranci.
Il 23 novembre 1980 Castelfranci fu interessato dagli eventi sismici locali registrando due vittime.

## Società

### Evoluzione demografica
Abitanti censiti

## Economia

### Agricoltura
Grazie alla sua posizione geografica e a un'altitudine media contenuta tra i 400–600 m Castelfranci è ricco di vigneti che producono un eccellente Aglianico. Numerose sono le cantine che producono vini DOC e DOCG.
Diffusa è anche la coltivazione dell'olio extravergine d'oliva.

## Cultura
Il patrono è San Nicola da Bari che si festeggia l'8 e 9 maggio. Gli usi prevedono funzioni religiose, bande musicale e intrattenimento serale per entrambi i giorni.
Santa Maria del Soccorso è festeggiata la prima domenica d'agosto presso l'omonima piazza dove è situata la chiesa.
La Chiesa di Santa Maria del Soccorso è anche uno dei monumenti di maggior rilievo del paese proponendo la splendida facciata settecentesca con tre portali, la torre campanaria, le tre navate interne, la volta con la tela di Matteo Vigilante raffigurante l'Immacolata e la tela dell'altare maggiore raffigurante la "Madonna del Soccorso", sempre del Vigilante.
Una leggenda popolare parla di un sogno fatto una sera d'estate, in cui la Vergine chiede a una povera donna del posto di recarsi l'indomani dal parroco affinché edificasse la sua cappella nel luogo indicato e conosciuto come l'Ortora. Il mattino seguente la donna si recò dal prete, raccontò il sogno e venne schernita dal parroco. Tornata a casa piena di rabbia e di vergogna non volle più uscire da casa, ma la Vergine riapparve nuovamente nella notte e lei, imperterrita, ritornò dal parroco che la allontanò di nuovo con violenza.
La terza volta la Vergine confidò in sogno alla donna che, come segno della sua presenza e della sua volontà, avrebbe fatto cadere nel posto indicato tanta neve quanta ne sarebbe bastata per definire il perimetro della cappella. Il giorno dopo, la prima domenica di agosto, dinanzi agli occhi esterrefatti dei popolani e dell'incredulo prete, nel posto dove oggi sorge la chiesa del Soccorso, apparve, scolpito nella neve, il perimetro di una cappella. La gente accorse per pregare e dinanzi a quel prodigio i ciechi videro, gli infermi guarirono, gli storpi camminarono.
E perché nulla di ciò che accadde fosse dimenticato, indusse quel popolo a ricordare ogni anno e per sempre quel giorno. Nasceva così la festa della prima domenica di agosto.
La Chiesa di Santa Maria del Soccorso, contrariamente ad altri luoghi di culto, venne fatta erigere per volontà popolare. Un documento che da solo potrebbe sostenere la tesi dell'edificazione avvenuta nel XVI secolo, è il manifesto fatto preparare in occasione dei festeggiamenti del 1926. Si festeggiava il "Quarto Centenario di Maria Santissima del Soccorso".

### Cucina
Un piatto tipico proveniente da Castelfranci e dai paesi limitrofi è la maccaronara, una pasta di grano duro preparata rigorosamente a mano e accompagnata da sugo rosso insaporito con i mugliatielli (un particolare preparato d'agnello tipico irpino).

### Eventi

#### Il Wine Festival
Il Wine Festival è una manifestazione lanciata dal Comune di Castelfranci nel 2010 con l'intento di promuovere la cultura, i piatti tipici e soprattutto il vino: nei fatti l'altitudine e il clima castellese sono favorevoli per la viticoltura e sono ben 4 le cantine interamente castellesi che producono vini DOCG, DOC e IGP tra i quali Taurasi, Aglianico, Irpinia coda di volpe.
Il festival si articola in due manifestazioni durante l'arco dell'anno, una prevista l'ultima settimana di agosto presso il Bosco Baiano Basso ("Palata") e un'altra durante il ponte dell'Immacolata con la Notte re la Focalenzia ("Notte dei Fuochi"), quest'ultima sicuramente di grande fascino.
La Notte re la Focalenzia è caratterizzata da stand gastronomici in cui vengono fatti gustare i piatti tipici locali, tra i quali oltre alla già citata maccaronara e Mugliatielli è possibile trovare anche piatti delle zone limitrofe e generalmente irpini, tra cui preparati a base di cinghiale, castagne, tartufo, funghi e carni provenienti da allevamenti locali. Il tutto senza rinunciare ai migliori vini locali. Inoltre è possibile assistere alle luminarie natalizie che vengono appositamente installate lungo la via della manifestazione e ovviamente il tutto è accompagnato da numerose focalenzie attorno alle quali è possibile sedersi a parlare, consumare il proprio piatto o assistere allo spettacolo dell'ospite della serata.

## Amministrazione

### Sindaci
| Periodo | Periodo | Primo cittadino   | Partito      | Carica  | Note |
| ------- | ------- | ----------------- | ------------ | ------- | ---- |
| 1970    | 1988    | Antonio Sicuranza | DC           | Sindaco |      |
| 1988    | 1993    | Angelo Bocchino   | DC           | Sindaco |      |
| 1993    | 1997    | Angelo Bocchino   | DC           | Sindaco |      |
| 1997    | 2001    | Angelo Bocchino   | PPI          | Sindaco |      |
| 2001    | 2004    | Vincenzo Pacifico | lista civica | Sindaco |      |
| 2005    | 2010    | Eugenio Tecce     | centrodestra | Sindaco |      |
| 2010    | 2025    | Generoso Cresta   | lista civica | Sindaco |      |

## Infrastrutture e trasporti

### Strade
Le strade che attraversano il territorio comunale sono:
- strada provinciale ex strada statale 164 delle Croci di Acerno
- strada provinciale 193: dalla SS 164, nei pressi del cimitero di Castefranci, allo scalo ferroviario di Castelfranci (km 1,400).

### Ferrovie
Il comune è servito dalla stazione di Castelfranci, sulla ferrovia Avellino-Rocchetta Sant'Antonio, attiva per soli treni storici e/o turistici.

### Mobilità urbane
Il comune è collegato con i paesi limitrofi da autolinee di AIR Campania.